# Guanaqueros
Guanaqueros es un balneario ubicado en la Región de Coquimbo (Chile), a 12 kilómetros al norte del balneario de Tongoy, perteneciente a la comuna de Coquimbo. Con anterioridad a la regionalización, dependía de la comuna de Ovalle. Es una pequeña caleta de pescadores artesanales, que se extiende sobre el borde oriental de los deslindes del Cerro Guanaqueros, dando sus casas en dirección norte al Océano Pacífico.
Posee una extensa bahía del mismo nombre, donde se ubican decenas de centros recreacionales y de viviendas destinadas al turismo recreativo. Se encuentra próximo a la Autopista del Elqui correspondiente a la ruta 5 Panamericana y cuenta, según el censo del año 2002, con 1395 habitantes. Sus primeros habitantes fueron los changos, quienes explotaron con medios artesanales los recursos pesqueros y cuprífero.

## Acceso
Por la ruta 5 Panamericana en el enlace a Guanaqueros 18 kilómetros más al norte del acceso a Tongoy, la entrada consta de una plaza de peaje a la que sigue un camino de aproximadamente 4 kilómetros.

## Historia
Los piratas que asolaban Coquimbo y La Serena se refugiaban en la Bahía de Guanaqueros, para descansar después del saqueo. En esta meseta, la cual les brindaba una excelente panorámica que era también su punto de vigilancia sobre la bahía y usaban la llamada Piedra Campana (que al ser golpeada por una piedra o algo de metal suena como una campana) para dar las señales de alerta.
En 1969 llegó a la localidad Fritz Willy Lindenmann, más conocido como "El Suizo" dada su nacionalidad, quien se convirtió en empresario y benefactor de Guanaqueros, instalando un centro de entretenciones electrónicas, entregando el terreno para un centro gastronómico e instalando la primera bomba para extraer agua dulce en beneficio de sus habitantes (sobre dicha bomba se construyó entre 1973 y 1974 una torre de madera que se convirtió en símbolo de la localidad y que actualmente es conocida como "Torre El Suizo"), entre otras obras. Lindenmann desapareció en 2002, sin que se haya encontrado su paradero hasta la fecha.

## Lugares de interés
En el muelle se venden pescados y mariscos.Se ofrece el arriendo de botes para pasear por la bahía, en la que se pueden observar pingüinos de Humboldt y la llamada isla de lobos marinos; además, es posible realizar pesca desde la orilla.

## Fauna
Guanaqueros cuenta con una variedad de aves, como el pingüino de Humboldt, gaviotas, pelicanos, el carroñero jote, playero blanco, zarapito, etc. y se puede ver a las aves de tierra como el gorrión, a la tenca, etc, al igual que peces como el jurel, el blanquillo, el cascajo, la caballa, el congrio, la sierra, el lenguado; además en verano se puede ver a los delfines cerca de la costa. También hay variedades de erizos, estrellas de mar, mariscos y los infaltables lobos de mar.

## Flora
Las flores características de la zona son las añañucas de color blanco, rosadas, rojas y varios colores más. 